# 保查·路比阿度
保查·路比阿度·馬天尼斯（Borja Rubiato Martínez，1984年11月13日－），生於西班牙馬德里，西班牙足球運動員，司職前鋒，現時效力西班牙足球乙二級聯賽球會門薩傑羅。

## 球員生涯
路比阿度生於西班牙馬德里，生涯有8年在西班牙丙組聯賽及西乙B組聯賽多支球隊效力，在2007年至08年期間為馬體會B隊踢西乙B聯賽時上陣33場入17球，其表現獲馬德里體育會一度提升上一隊但未有機會在西甲比賽上陣，其後於2013年加盟北美球隊聖安東尼奧蠍子，於2014年轉投亞協盃四強球隊之一的伊拉克球隊阿比爾並且在亞協盃分組賽階段於3場攻入4球，可惜後來伊拉克局勢惡化令聯賽停止令路比阿度決定重返西班牙加盟西乙B球隊馬貝拉足球會，於2015年1月加盟香港超級聯賽球會傑志，將會穿上傑志的88號球衣，於以3–1擊敗和富大埔的足總盃八強取得加盟後的首個入球。 

## 外部連結
- 香港足球總會球員註冊資料 （页面存档备份，存于）